# هفت حوض (تهران)
میدان نبوت (نام پیشین: میدان هفت حوض) یکی از بزرگترین میدان‌های شرقی تهران است. این میدان در قسمت جنوبی محله نارمک تهران و در منطقه ۸ شهرداری تهران قرار دارد و حالت مرکزی و همچنین تجاری در این محله دارد.

## تاریخچه
میدان هفت حوض در واقع هسته اولیه محله نارمک تهران می باشد که حدود نیم قرن پیش به صورت کاملاً از پیش اندیشیده شده و شهرسازانه به صورت شطرنجی توسط فرانسوی‌ها ساخته شده و هفت حوض یکی از ۱۰۱ میدان سرسبز واقع در این محله می‌باشد. علت نامگذاری این میدان وجود هفت حوض در آن می‌باشد که پس از اصلاحات هندسی صورت گرفته بر روی آن این تعداد حوض‌ها حتی افزایش نیز پیدا کرد.

## موقعیت
میدان هفت حوض، حدفاصل خیابان بهمن شرقی و مهرانپور، خیابان مدائن، چمن غربی و شرقی و خیابان سروان بختیاری واقع شده‌است. ایستگاه مترو سرسبز یکی از بهترین گزینه‌های دسترسی به این میدان می‌باشد که پس از طی مسیر کوتاهی از خیابان آیت می‌توان به میدان هفت حوض رسید.
همچنین ایستگاه بی‌آرتی نوبت در خط پایانه علم و صنعت به خاوران (خط ۳) در ضلع جنوبی آن قرار دارد.

## مشخصات
هفت حوض از معدود میدان‌های تهران است که صرفاً نقش فلکه ترافیکی نداشته و در آن شاهد فعالیت‌های اجتماعی نیز هستیم. همه روزه افراد زیادی از نقاط مختلف تهران به دلیل جذابیت‌های مختلف آن و خرید از مغازه‌های اطراف آن مثل بورس زیورآلات و البسه یا گذراندن اوقات فراغت خود در کنار فضاهای سبز، حوضچه‌ها، آبنماها و اغذیه فروشی‌های متعدد واقع در اطراف میدان خود را به این نقطه می رسانند. از ویژگی‌های مثبت دیگر در مورد میدان هفت حوض می‌توان به وجود مبلمان‌های شهری متعدد در داخل آن، مسیرهای ایمن برای عابر پیاده و نورپردازی زیبای آن در شب اشاره کرد. همچنین این میدان در مواقع خاص شاهد برگزاری رویدادهای خاص همچون عزاداری‌ها، اعیاد و برنامه‌های فرهنگی مختلف که توسط شهرداری تهران برگزار می شود می‌باشد. مسجد النبی به عنوان یکی از مراکز بزرگ فرهنگی و مذهبی در سطح منطقه در ضلع شمال غربی میدان هفت حوض قرار دارد.
طراحی معماری این میدان توسط مهندس احمدرضا کلانتری صورت گرفته‌است. عملیات اجرایی بازسازی و بهسازی این میدان به همت سازمان زیباسازی شهر تهران در سال ۱۳۸۹ آغاز و در سال ۱۳۹۰ به پایان رسید.